# Theo Blankenaauw
Theodorus Petrus „Theo“ Blankenaauw (* 5. September 1923 in Gennep; † 28. August 2011 in Nijmegen) war ein niederländischer Radrennfahrer und nationaler Meister im Radsport.

## Sportliche Laufbahn
Blankenaauw war im Bahnradsport und im Straßenradsport aktiv. Er war Teilnehmer der Olympischen Sommerspiele 1948 in London. Dort startete er im Zeitfahren und kam beim Sieg von Jacques Dupont auf den 12. Platz. In der Mannschaftsverfolgung blieb der niederländische Bahnvierer mit Gerrit Voorting, Joop Harmans, Theo Blankenaauw und Henk Faanhof unplatziert.
1948 wurde er nationaler Meister in der Einerverfolgung der Amateure. Von 1949 bis 1951 war er Berufsfahrer. 1950 wurde er 31. in der Ronde van Nederland. Erfolge als Radprofi konnte er nicht verzeichnen.